# Gilmore (Arkansas)
Gilmore é uma cidade  localizada no estado americano de Arkansas, no Condado de Crittenden.

## Demografia
Segundo o censo americano de 2000, a sua população era de 292 habitantes.
Em 2006, foi estimada uma população de 287, um decréscimo de 5 (-1.7%).

## Geografia
De acordo com o United States Census Bureau, a localidade tem uma área de 0,6 km², sem área coberta por água.

## Localidades na vizinhança
O diagrama seguinte representa as localidades num raio de 24 km ao redor de Gilmore.